# 崇义街道
崇义街道，是中华人民共和国重庆市涪陵区下辖的一个乡镇级行政单位。2021年7月26日调整行政区划，调整后，东临长江，北靠长江；西连龙桥街道，界线保持不变；南接荔枝街道、敦仁街道，界线东起滨江大道二段79号房屋东侧墙体，向南过滨江大道，经锦天名都与香江豪庭间步行通道，向西接中山东路、瑞鳞路，向西接人民西路、黎明北路，向西北沿黎明路后折向南，经中慧路，向东接步阳路，向南接黎明南路，经实验转盘西北侧，接兴华西路、稻香路，经稻香转盘西侧沿稻香路，向北接太极大道至鹅颈关立交，沿涪南路至建玛特一号门与星霖租赁站交界处。

## 行政区划
崇义街道下辖以下地区：
龙王沱社区、皮家街社区、白鹤梁社区、蔡家坡社区、秋月门社区、青龙社区、红光社区、荔枝园社区、高山湾社区、天子殿社区和青龙湾移民小区管委会社区。